# Hou mij vast
Hou mij vast is een nummer van de Belgische band Bazart, in samenwerking met de Belgische zangeres Pommelien Thijs. Het nummer is uitgebracht in december 2023. Hou mij vast behaalde een piek op plaats 11 in de Ultratop 50 Vlaanderen. 
De artiesten werkten eerder samen voor een Pukkelpop optreden tijdens de set van Bazart. In aanloop van De warmste week was er een luisterpaal die door Vlaanderen reisde, waarop je het nieuwe nummer kon beluisteren, alvorens het uitgebracht werd. 

## Hitlijsten

### Ultratop 50 Vlaanderen
| Positie: | 17 | 11 | 13 | 13 | 12 | 7  | 4  | 9  | 4  | 10  | 15 | 7 |
| Week:    | 13 | 14 | 15 | 16 | 17 | 18 | 19 | 20 | 21 |     |    |   |
| Positie: | 14 | 18 | 25 | 19 | 21 | 26 | 30 | 37 | 37 | uit |    |   |